# Tulse Hill (London)
Tulse Hill ist ein Stadtteil des Londoner Bezirks Lambeth. Er liegt südlich von Brixton. Im Westen liegt Brixton Hill und im Süden West Norwood. Im Osten grenzt der Stadtteil an West Dulwich.

## Geschichte
Ursprünglich war das heutige Stadtgebiet von Tulse Hill in die Landgüter Bodley, Upgroves und Scarlettes aufgeteilt, deren genaue Grenzen heute nicht mehr nachvollzogen werden können. Der Name des Ortes leitet sich von der Familie Tules ab, die um 1650, zur Zeit des Commonwealth of England, Ländereien in diesem Bereich erwarb. Sir Henry Tulse war 1638 Lord Mayor of London. Seine Tochter Elizabeth heiratete am 31. August 1676 Richard Onslow, 1. Baron Onslow und beging Ende 1718 Suizid, nachdem sie zuvor längere Zeit an Depressionen gelitten hatte. Das Land blieb bis 1789 im Besitz der Familie, bis ein Großteil von William Cole gekauft wurde. Nach dessen Tod 1807 wurde das Land unter seinen Erben aufgeteilt. Der westliche Teil des Gebiets fiel an Mercy Cressingham, deren Mann Thomas Edwards den Grundbesitz weiter vergrößerte, um einen Zugang zum Brixton Hill zu schaffen. Während 1810 die Tulse Hill Farm das einzige Gebäude in Bereich um den Brixton Hill war, zeigt eine Landkarte von 1821, die heute in der Bibliothek des Royal Institute of British Architects verwahrt wird, die ersten Planungen zur Erschließung des Gebiets mit Immobilien. Während sich die umliegenden Städte wie Brixton, West Norwood und Dulwich in den kommenden Jahren rasant entwickelten, standen 1832 im Bereich Tulse Hill immer noch recht wenige Häuser. Bis 1843 änderte sich dies jedoch grundlegend und es wurden zahlreiche neuen Häuser errichtet. Heute befindet sich in diesem Bereich die Siedlung Cressingham Gardens.
Den östlichen Teil des heutigen Stadtgebiets erbte ursprünglich Richard Ogbourne, der diesen aber sofort an John Blades weiterverkaufte. Die Entwicklung dieses Teils ließ mit dem Bau der Straße Trinity Rise bis 1845 auf sich warten. Die Holy Trinity Church wurde zwischen 1855 und 1856 errichtet und steht heute unter Denkmalschutz. Erst mit der Eröffnung der Tulse Hill Railway Station im Jahr 1868 wurde auch dieses Gebiet für den Bau von Wohnhäusern interessant.

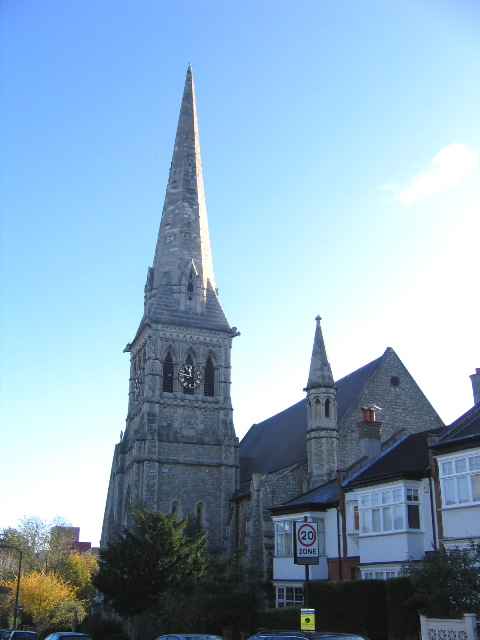
Holy Trinity Church

Die ursprüngliche Bebauung mit Villen mit ihren großen Parks musste in den 1930er-Jahren größtenteils Projekten des sozialen Wohnungsbaus weichen. Eines der Häuser aus dem 19. Jahrhundert, das heute noch steht, ist das Berry House, auch Silwood Hall genannt, das heute Teil der St Martin-In-The-Fields High School for Girls ist.
Nach dem Zweiten Weltkrieg wurden zwei neue Schulen im Stadtgebiet errichtet, die Tulse Hill School, zu deren Schülern unter anderem Ken Livingstone gehörte, und die Dick Sheppard School. Heute sind beiden Schulen geschlossen und die Gebäude nicht mehr erhalten. Auf dem Gelände der Dick Sheppard School wurde Brockwell Gate, eine Gated Community mit Blick auf den Brockwell Park errichtet. Das Gelände der Tulse Hill School wurde dagegen zum Bau einfacherer Häuser und Wohnungen genutzt.

## Verkehr
An der südlichen Grenze des Stadtgebiets bilden die A 204, die A 205 und die A 215 eine Kreuzung, die zu den wichtigsten Verkehrsknotenpunkten im weiteren Umkreis zählt. Über die Linien 2, 68, 196, 201, 332, 432, 415, 468 und P13 ist Tulse Hill an das Netz der London Buses angeschlossen. Die Tulse Hill Railway Station stellt eine weitere Verbindung zum öffentlichen Personennahverkehr her. Von hier verkehren Züge der Gesellschaft Govia Thameslink Railway unter den Marken Southern und Thameslink, die den Stadtteil in 18 Minuten mit dem Bahnhof London Bridge verbinden. Die nächste Station der London Underground ist die Brixton Station. Sie ist etwa drei Kilometer vom Zentrum Tulse Hills entfernt und liegt an der Victoria Line.

## Sehenswürdigkeiten

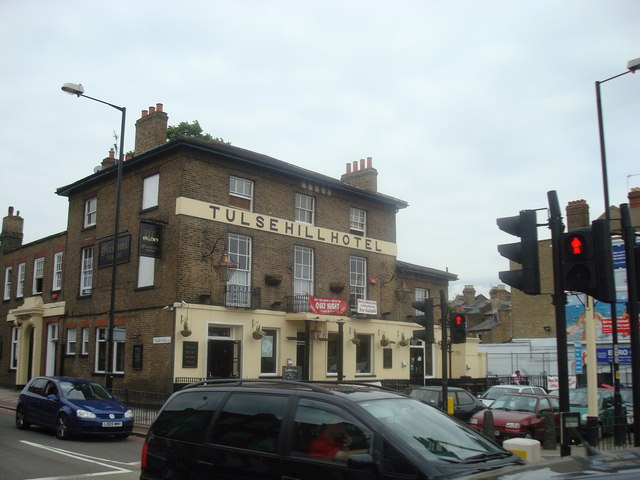
Das heute als Pub genutzte Tulse Hill Hotel

Das Gebäude der ehemaligen St Cuthbert's Presbyterian Church of England wurde 1902 erbaut. Es liegt an der Thurlow Park Road und ist, wegen seiner grünen Kirchturmspitze weithin sichtbar. Da die Anschrift zum Postleitzahlenbereich SE21 gehört, gehört das Gebäude eigentlich zum Stadtteil West Dulwich. Heute wird es als Teil einer Schule genutzt.
Das heute als Pub genutzte Tulse Hill Hotel wurde 1840 erbaut und liegt an der Norwood Road.
Das Gebäude der Strand School, einer Grundschule, die heute als Elm Court School geführt wird, wurde 1902 erbaut. Zu ihren Schülern zählten unter anderem der Schauspieler Tim Roth, Naturwissenschaftler James Lovelock und Jeremy Spencer, Mitbegründer der Band Fleetwood Mac.

## Persönlichkeiten

### Töchter und Söhne der Stadt
- Herbert Grove (1862–1896), Tennisspieler

### Berühmte Bewohner
Der Astronom William Huggins unterhielt von 1850 bis zu seinem Tod eine Sternwarte in Tulse Hill. Der Erzbischof von York, John Sentamu war 13 Jahre lang Pfarrer an der Holy Trinity Church. Die Musiker Julian Cope, Sänger der Gruppe Teardrop Explodes und Mick Jones, Gitarrist von The Clash lebten eine Zeit lang in Tulse Hill.